# Joaquin Martínez de la Roca
Joaquin Martínez de la Roca (Saragossa, Aragó, 1676 - Toledo, Castella, 1756) fou un compositor i organista espanyol.
Fou deixeble del famós sacerdot, fra Pablo Nosarre, i sobre la seva vida hi ha alguns punts foscos que no han pogut aclarir-se. No se sap amb seguretat quina plaça ocupà fins al 1714, però a partir d'aquesta data fou organista major de la catedral de Palència. Tanmateix, inquiet per temperament, provocà que fos acomiadat el 1715, si bé fou reintegrat pocs mesos després en el seu càrrec, i el 1718 fou nomenat mestre de capella suplent. El 1720 passà a Toledo també com a organista major.

Martínez de la Roca va intervenir en la famosa polèmica que va promoure l'entrada de tiple en la missa Scala Aretina de Francesc Valls amb un escrit:
| « | Juicio y dictamen sobre un papel impreso, su autor D. Francisco Valls, Maestro de capilla de la Santa Iglesia Catedral de Barcelona,en que intenta probar (que contra el dictamen de D. Gregorio Porteria, Maestro de Capilla de la Metropolitana de Granada) está conforme á Arte la entrada del tiple segundo en el <Miserere nobis> de la misa que compuso con el titulo de <Escala Aretina>, sobre que fue consultado> | » |

Valls contestà a Martínez amb un altre escrit: Respuesta de censura de D. Joaquin Martínez, organista de Palencia (Barcelona, 1717). Martinez de la Roca, com altres deixebles o afectes a Nosarre, portaren la contra a Valls en aquest afer.
D'aquest compositor es conserven un bon nombre d'obres en l'Arxiu de Música de la catedral de Palència; entre elles sis Salves i sis motets a la B. V. Maria, un joc sencer de motets per les Dominicas d'Advent i Quaresma, les antífones i prosa Glòria laus de Diumenge de Rams i altres pel Divendres Sant i Resurrecció, amb el salm In exitu Israel, totes en el gènere de faristol a quatre veus.
En aquestes Martínez es mostra com a successor de les bones tradicions polifòniques de l'escola espanyola, i compositor inspirat i de tècnica molt sòlida. A l'arxiu d'El Escorial hi ha dues misses.